# Marie Joseph Barthélemy

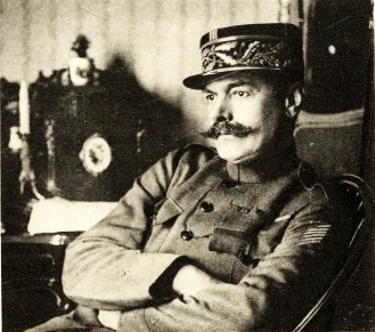
Gen. Joseph Barthélemy

Joseph Barthélemy (wirklicher Name: Marie Joseph Raoul Léon Barthélemy; * 15. Januar 1867 in Langres; † 23. Januar 1951) war ein französischer Offizier, zuletzt Generalmajor und Mitglied in der Interalliierten Kontrollkommission (IMKK). Er war Vorsitzender der Unterkommission für Heeresstärken. Im Jahr 1923 diente Barthélemy als Divisionsgeneral und kommandierte 1927 das 30. französische Armeekorps.